# Santa Cruz da Baixa Verde
Santa Cruz da Baixa Verde é um município brasileiro do estado de Pernambuco. O município é composto pelo distrito sede e pela Vila de Jatiúca e sítios circunvizinhos. Sua população estimada no ano de 2024 era de 11.933 habitantes, sendo  o 11º município mais populoso da Microrregião do Pajeú.

## História
Historiadores mencionam que o Padre Ibiapina, em suas andanças pelo interior do Nordeste, estivera na localidade no final do século XIX, onde pregou missões na antiga “Fazenda Brocotó”, e lá ergueu um cruzeiro o qual tem origem o seu primeiro nome: Santa Cruz.
Com o passar do tempo, por estar situada entre serras, em uma planície "baixa e verde", localizada em cima da “Serra da Baixa Verde”, o lugar passou a denominar-se de “Santa Cruz da Baixa Verde, Baixa Verde era o nome do distrito que depois passou a ser chamado Triunfo, ao qual o então distrito de Santa Cruz pertencia.
Segundo registros do IBGE, a cidade passou por diversas denominações. Relacionaremos aqui, as alterações que a “Capital da Rapadura” sofreu em seu nome até ser legalmente reconhecida como “Santa Cruz da Baixa Verde”.
1º denominação - Em divisão administrativa referente ao ano de 1911, figura no município de Triunfo o distrito de “Santa Cruz”.
2º denominação - No quadro fixado para vigorar no período de 1939-1943, o distrito de Santa Cruz permanece em Triunfo, com a denominação de “Baixa Verde”.
3º denominação - Pelo Decreto-lei Estadual n° 952, de 31 de dezembro de 1943, o distrito de Baixa Verde passou a denominar-se “Brocotó”, 2° distrito e sede de vila do município de Triunfo.
4º denominação - A Lei Estadual n° 1.795, de 17 de dezembro de 1953, mudou a denominação de Brocotó para “Santa Cruz da Baixa Verde”.
Em 20 de dezembro de 1963 a Lei Estadual n° 4.973 elevou o distrito à categoria de município e sua sede à de cidade.
Pelo acórdão do Tribunal de Justiça, mandado de segurança n° 56.949, de 31 de julho de 1964, o município de Santa Cruz da Baixa Verde foi extinto, sendo seu território reanexado ao município de Triunfo.
A Lei Estadual n° 10.620, de 1° de outubro de 1991, criou novamente o município, com a mesma denominação, desmembrado de Triunfo. Foi instalado em 1° de janeiro de 1993.

## Geografia
Localiza-se a uma latitude 07º49'14" sul e a uma longitude 38º09'10" oeste, estando a uma altitude de 852 metros. Possui uma área de  115 km². Santa Cruz da Baixa Verde é conhecida como a capital da rapadura. Seu principal produto agrícola é a cana-de-açúcar que é a matéria prima para a fabricação da rapadura.